# Mauricia de Thiers
Anaïs Marie Betant alias Mauricia de Thiers (manchmal auch: Mademoiselle Octavie LaTour), später Mauricia Coquiot (* 20. Juni 1880 in Thiers (Puy-de-Dôme); † 14. September 1964 in Othis) war eine französische Sensationsartistin und Politikerin. Obwohl sie nicht aus einer Artistenfamilie stammte, schaffte sie es im Zirkus mit nur einer Nummer innerhalb weniger Jahre zu internationaler Berühmtheit.

## Frühe Jahre
Mauricia de Thiers wurde als Anaïs Marie Betant geboren und wuchs in der französischen Kleinstadt Thiers auf. Von ihrem Vater wird sie als Kind gefördert zeitgenössischen männlichen Tugenden nachzugehen: Bewegung, Mut und Abenteuerlust. Als sie älter wurde, waren dann dem Vater aber ebendiese Charaktereigenschaften zu wenig weiblich und er wandte sich von ihr ab. Mit 18 Jahren gelang es Mauricia, ihr Elternhaus durch eine Heirat zu verlassen. Nach wenigen Wochen löste sie diese Ehe bereits wieder auf und arbeitete zunächst in Südfrankreich als Kassiererin in einem Restaurant.

## Zirkus

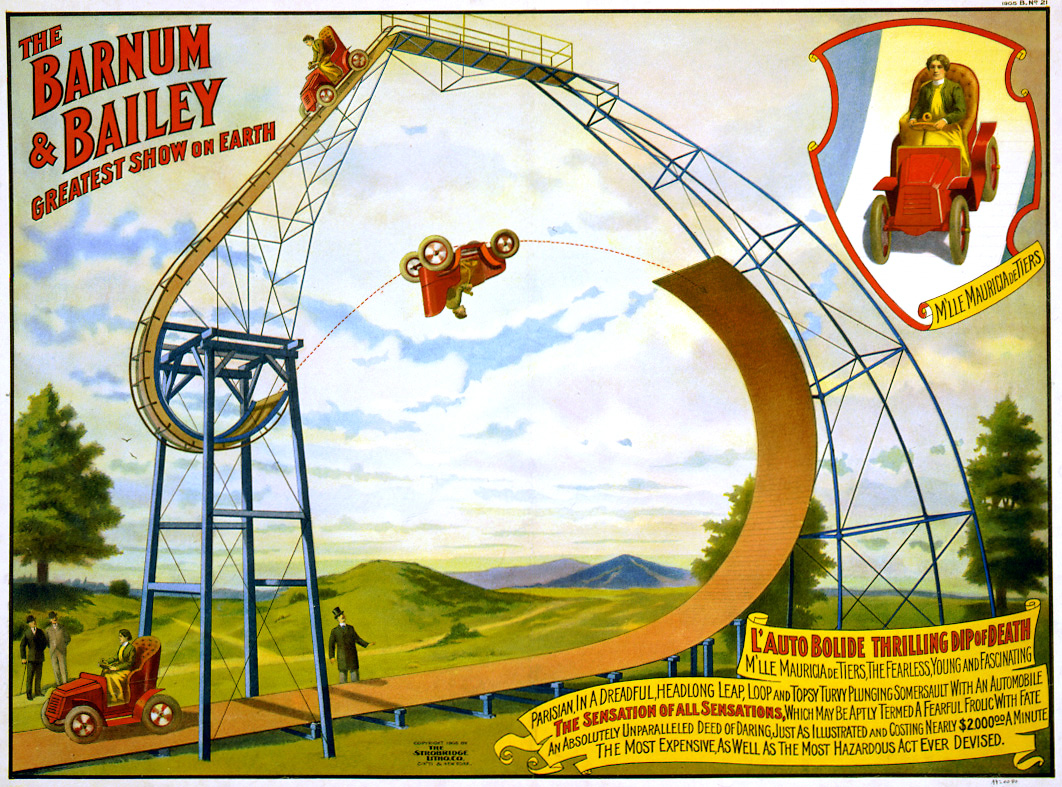
Mauricia de Thiers' Sensastionsakt auf einem Werbeplakat des amerikanischen Zirkus Barnum and Bailey

Einige Jahre später weckte der Besuch einer Vorstellung der belgischen Sensationsartistin und Radsportlerin Hélène Dutrieu („Der menschliche Pfeil“) Mauricia de Thiers' eigene Abenteuerlust und sie begann mit einem Team aus Künstlern und einem Ingenieur eine eigene Nummer zu entwickeln. Dies war der Anfang ihres Weges zu einer der bekanntesten französischen Zirkusartistinnen der Belle Epoque.

### Berühmte Nummern

#### Autobolide (1904)
Ihren Debütauftritt präsentierte Mauricia de Thiers im Herbst 1904 im Pariser Varietétheater Folies Bergère. Für diesen Auftritt wurde eine komplexes Gerüst konstruiert, auf welchem Schienen zur Beförderung eines kleinen Automobils angebracht wurden. Die Artistin saß in diesem Automobil und raste in diesem durch die Schwerkraft in die Tiefe. An einem gewissen Punkt krümmte sich die Bahn so weit, dass das Auto kopfüber in den Schienen hing. Kurz danach endeten die Schienen und das Gefährt flog im freien Fall kopfüber auf eine noch oben gebogene Rollbahn zu, wo es nun ohne Schienen herunterfuhr und danach wieder zum Stillstand kam. Die Nummer war außerordentlich riskant und sorgte dementsprechend für Begeisterungsstürme des Publikums bei der ersten Vorstellung. Mauricia wurde über Nacht berühmt und begann mit der erfolgreichen Nummer zu touren. Bereits einige Monate nach der geglückten Erstaufführung wurde sie vom amerikanischen Zirkus Barnum & Bailey engagiert und tourte mit diesem als Hauptattraktion durch die USA. Im folgenden Jahr nahm die Sensationsartistin ein Engagement des großen Berliner Zirkus Schumann an.

#### Der menschliche Bilboquet (1909)

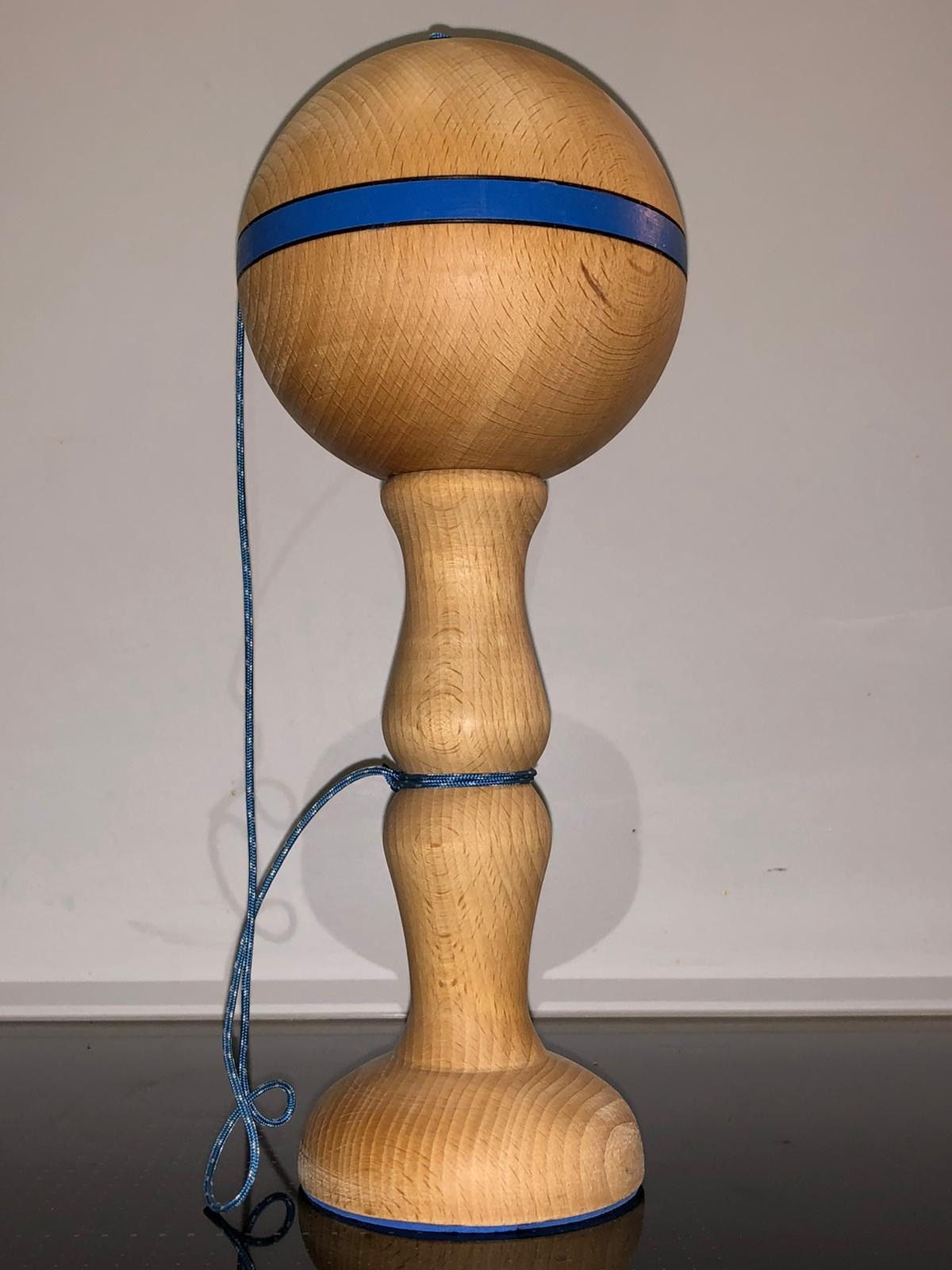
Das Bilboquet-Spiel diente als Vorlage für Mauricia de Thiers zweite große Nummer

Einige Jahre später entwickelte Mauricia de Thiers eine neue Nummer. Analog zum Geschicklichkeitsspiel Bilboquet ging es hier darum einen geworfenen Ball zielsicher auf einen Stock aufzuspiessen. Für ihre Nummer wurde eine überlebensgroße und 350 kg schwere Kugel aus Weidenrohr angefertigt, in welcher Mauricia de Thiers Platz nehmen konnte. Für die Vorstellung wurde die Kugel samt Artistin durch eine Vorrichtung über 40 Meter durch die Luft geschleudert und landete nach mehreren Umdrehungen um die eigene Achse auf einem dafür vorgesehenen Pfahl. Die Nummer wurde ein Erfolg, endete aber oft mit Verletzungen der Artistin. Dies führte dazu, dass die Nummer temporär eingestellt werden musste, auch auf Befehl der Pariser Polizei.

### Risiko
Mauricia de Theirs erlitt nach vielen Vorstellungen kleinere Verletzungen wie Muskelzerrungen, Verspannungen oder Kopfschmerzen, was sie aber immer wieder aufs Neue in Kauf nahm für erfolgreiche Auftritte. Bei einem Auftritt der Autobolide in Portugal war die technische Vorbereitung des Wagens unzureichend. Mauricia soll dies bemerkt und zu einem Mitarbeiter gesagt haben „Je vais à la mort!“ Sie setzte sich dennoch ins Gefährt. Es kam zu einem Sturz, bei welchem die Artistin sich schwere Verletzungen zuzog. Mit offenen Brüchen ließ sie sich nochmals vors Publikum tragen und verlor darauf während dem Schlussapplaus das Bewusstsein.
Für die Proben der Autobolide wurden zu Beginn versuchsweise Tiere in das Gefährt gesetzt. Ein Hase überlebte die Fahrt nicht und ein Schaf nur mit Verletzungen. Bei einer später geprobten Salto-Nummer mit dem belgischen Zirkus Wulf kamen mehrere Pferde bei Sprüngen aus 7 Metern Höhe in ein Wasserbecken ums Leben, bis der Tierschutzverband einschritt und die Weiterarbeit unterband.

## Bürgerliches Leben

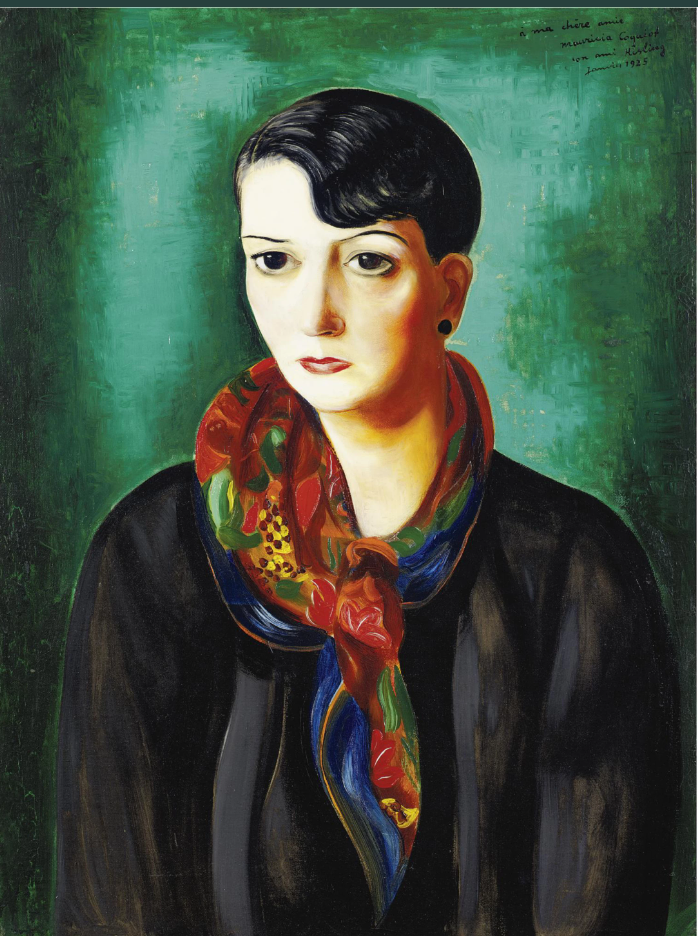
Mauricia de Thiers (Portrait, Öl auf Leinwand)

### Pariser Avantgarde
Nach etlichen Tourneen, neben Frankreich, Amerika und Deutschland, unter anderem auch durch Russland, Belgien und Portugal wagte Mauricia de Thiers 1916 mit knapp 30 Jahren den Schritt in einen neuen Lebensabschnitt. Sie heiratete den Pariser Kunstkritiker und Sammler Gustave Coquiot und führt ab diesem Zeitpunkt den Namen Mauricia Coquiot. Für ihren Partner arbeitete sie in den folgenden Jahren auch als Sekretärin. Bald verbinden sie diverse Bekanntschaften mit Malern, Intellektuellen und Literaten [dieser Satz scheint mir noch ein wenig unklar / holperig]. Nach dem Tod ihres Ehemanns 1926 führt Mauricia Coquiot seine Arbeit weiter und verkehrt als Mäzenin und Organisatorin von Ausstellungen in der Pariser Avantgarde.

### Politik
Weitere 10 Jahre später nahm Mauricia Coquiot eine weitere Aufgabe an und wurde 1946 als eine der ersten Frauen Frankreichs Bürgermeisterin einer kleinen Ortschaft. Bis zu ihrem Tod 1964 übte sie dieses Amt aus und setzte sich für das Dorf Othis (Seine-et-Marne) ein.